# جهاز تحكم بلاي ستيشن

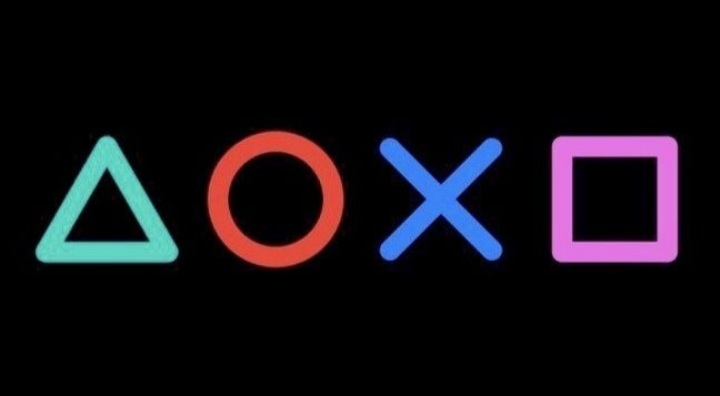
أزرار التحكم الأساسية في نظام بلايستيشن

جهاز تحكم بلاي ستيشن (بالإنجليزية: PlayStation Controller)‏ هو جهاز التحكم الرسمي لمشغل بلاي ستيشن، بدأ إنتاجه في عام 1994 وتوقف إنتاجه عام 1997.